# Slimane Amirat
Slimane Amirat, né le 24 juillet 1929 à M'Chedallah résidant dans le grand village d'Afrique Takreboust et mort le 1er juillet 1992 à Alger, est un homme politique algérien.
Membre de la Fédération de France du FLN pendant la Guerre d'Algérie. 
Il est le président du MDRA du 1977 à 1992.

## Biographie
Slimane Amirat entre dans la clandestinité et avec d’autres militants dont Krim Belkacem, il participe à la création du Mouvement démocratique pour le renouveau algérien (MDRA) en octobre 1967.
Slimane Amirat est condamné à mort en avril 1969 par la cour révolutionnaire d'Oran, en même temps que Krim Belkacem. Son avocat Me Benabdallah demande sa grace au colonel Houari Boumédiène. Il a passé sept ans et demi en prison de 1968 à 1975. 
Slimane Amirat est connu pour sa déclaration dans les années 1990 : « Choisir entre l'Algérie et la démocratie, je choisis l'Algérie ».

## Décorations
- Athir de l'ordre du Mérite national d'Algérie.